# Ernesto Casimiro di Nassau-Weilburg
Ernesto Casimiro di Nassau-Weilburg (Saarbrücken, 15 novembre 1607 – Weilburg, 16 aprile 1655) fu il fondatore della linea più giovane di Nassau-Weilburg.
Era figlio di  Luigi II, Conte di Nassau-Weilburg e di sua moglie Anna Maria d'Assia-Kassel (1567–1626).

## Vita
Nacque a Saarbrücken.
Suo padre, Luigi II, era stato in grado di unire tutti i territori del ramo Walram di Nassau. Dopo la sua morte nel 1621, i territori furono divisi fra quattro fratelli, con Guglielmo Luigi, il maggiore, fungente da reggente per i due più piccoli. Quando Ottone, il più giovane morì nel 1632, ed Ernesto Casimiro diventò maggiorenne, i tre fratelli superstiti divisero il territorio nuovamente. Il maggiore, Guglielmo Luigi, ricevé Nassau-Saarbrücken, Giovanni ricevé Idstein ed Ernesto Casimiro ricevé Weilburg, Merenberg, Gleiberg, Hüttenberg, Reichelsheim, Kirchheim, Stauf, Bolanden e parti di Homburg
Ernesto Casimiro non trascorse molto tempo nei suoi territori. Nel 1634, fuggì dalla guerra dei trent'anni e si rifugiò a Metz e ritornò dopo la pace di Vestfalia del 1648. Anche dopo che la pace fu firmata, ci è voluto un po' prima che tutti i governanti legittimi fossero ripristinati al potere.
Durante questo periodo, i fratelli conclusero il trattato di Gotha del 16 luglio 1651, in cui la divisione del 1632 fu confermata e regolata ancora.
Morì a Weilburg.

## Matrimonio e figli
Nel 1634 Ernesto Casimiro sposò Anna Maria di Sayn-Wittgenstein-Hachenburg (1610-1656), figlia del conte Guglielmo II di Sayn-Wittgenstein-Hachenburg (1569-1623). La coppia ebbe i seguenti figli:
- Guglielmo Luigi (1634–1636)
- Maria Eleonora (1636–1678), sposò il conte Casimiro di Eberstein (morto nel 1660)
- Casimiro (1638–1639)
- Federico (1640–1675), sposò Cristiana Elisabetta di Sayn-Wittgenstein-Homburg (1646–1678), figlia del conte Ernesto di Sayn-Wittgenstein-Homburg (1599–1649)

## Ascendenza
|                                     |                   |                                      | Genitori                          |  |  | Nonni |  |  | Bisnonni                       |  |  | Trisnonni                  |  |
|                                     |                   |                                      |                                   |  |  |       |  |  | Filippo III di Nassau-Weilburg |  |  | Luigi I di Nassau-Weilburg |  |
|                                     |                   |                                      |                                   |  |  |       |  |  | Filippo III di Nassau-Weilburg |  |  | Luigi I di Nassau-Weilburg |  |
|                                     |                   | Maria Margherita di Nassau-Wiesbaden |                                   |  |  |       |  |  | Filippo III di Nassau-Weilburg |  |  |                            |  |
| Alberto di Nassau-Weilburg          |                   |                                      |                                   |  |  |       |  |  | Filippo III di Nassau-Weilburg |  |  |                            |  |
|                                     |                   | Anna di Mansfield                    | …                                 |  |  |       |  |  |                                |  |  |                            |  |
|                                     |                   | Anna di Mansfield                    | …                                 |  |  |       |  |  |                                |  |  |                            |  |
|                                     |                   | Anna di Mansfield                    | …                                 |  |  |       |  |  |                                |  |  |                            |  |
| Luigi II di Nassau-Weilburg         |                   | Anna di Mansfield                    |                                   |  |  |       |  |  |                                |  |  |                            |  |
|                                     |                   | Guglielmo I di Nassau-Dillenburg     | Giovanni V di Nassau-Dillenburg   |  |  |       |  |  |                                |  |  |                            |  |
|                                     |                   | Guglielmo I di Nassau-Dillenburg     | Giovanni V di Nassau-Dillenburg   |  |  |       |  |  |                                |  |  |                            |  |
|                                     |                   | Guglielmo I di Nassau-Dillenburg     | Elisabetta d'Assia-Marburg        |  |  |       |  |  |                                |  |  |                            |  |
| Anna di Nassau-Dillenburg           |                   | Guglielmo I di Nassau-Dillenburg     |                                   |  |  |       |  |  |                                |  |  |                            |  |
|                                     |                   | Giuliana di Stolberg-Wernigerode     | Botho VIII di Stolberg-Werigerode |  |  |       |  |  |                                |  |  |                            |  |
|                                     |                   | Giuliana di Stolberg-Wernigerode     | Botho VIII di Stolberg-Werigerode |  |  |       |  |  |                                |  |  |                            |  |
|                                     |                   | Giuliana di Stolberg-Wernigerode     | Anna di Eppstein-Königstein       |  |  |       |  |  |                                |  |  |                            |  |
| Ernesto Casimiro di Nassau-Weilburg |                   | Giuliana di Stolberg-Wernigerode     |                                   |  |  |       |  |  |                                |  |  |                            |  |
|                                     | Filippo I d'Assia | Guglielmo II d'Assia                 |                                   |  |  |       |  |  |                                |  |  |                            |  |
|                                     | Filippo I d'Assia | Guglielmo II d'Assia                 |                                   |  |  |       |  |  |                                |  |  |                            |  |
|                                     | Filippo I d'Assia | Anna di Meclemburgo-Schwerin         |                                   |  |  |       |  |  |                                |  |  |                            |  |
| Guglielmo IV d'Assia-Kassel         | Filippo I d'Assia |                                      |                                   |  |  |       |  |  |                                |  |  |                            |  |
|                                     |                   | Cristina di Sassonia                 | Giorgio di Sassonia               |  |  |       |  |  |                                |  |  |                            |  |
|                                     |                   | Cristina di Sassonia                 | Giorgio di Sassonia               |  |  |       |  |  |                                |  |  |                            |  |
|                                     |                   | Cristina di Sassonia                 | Barbara Jagellona                 |  |  |       |  |  |                                |  |  |                            |  |
| Anna Maria d'Assia-Kassel           |                   | Cristina di Sassonia                 |                                   |  |  |       |  |  |                                |  |  |                            |  |
|                                     |                   | Cristoforo di Württemberg            | Ulrico di Württemberg             |  |  |       |  |  |                                |  |  |                            |  |
|                                     |                   | Cristoforo di Württemberg            | Ulrico di Württemberg             |  |  |       |  |  |                                |  |  |                            |  |
|                                     |                   | Cristoforo di Württemberg            | Sabina di Baviera                 |  |  |       |  |  |                                |  |  |                            |  |
| Sabina di Württemberg               |                   | Cristoforo di Württemberg            |                                   |  |  |       |  |  |                                |  |  |                            |  |
|                                     |                   | Anna Maria di Brandeburgo-Ansbach    | Giorgio di Brandeburgo-Ansbach    |  |  |       |  |  |                                |  |  |                            |  |
|                                     |                   | Anna Maria di Brandeburgo-Ansbach    | Giorgio di Brandeburgo-Ansbach    |  |  |       |  |  |                                |  |  |                            |  |
|                                     |                   | Anna Maria di Brandeburgo-Ansbach    | Edvige di Münsterberg-Oels        |  |  |       |  |  |                                |  |  |                            |  |
|                                     |                   | Anna Maria di Brandeburgo-Ansbach    |                                   |  |  |       |  |  |                                |  |  |                            |  |